# Roodvinschijfzalm
De Roodvinschijfzalm (Myloplus rubripinnis) is een straalvinnige vissensoort uit de familie van de echte piranha's (Serrasalmidae). De wetenschappelijke naam van de soort is voor het eerst geldig gepubliceerd in 1844 door Müller & Troschel. In Suriname wordt de vis koemaroe genoemd, hoewel dit soms ook naar M. ternetzi of Myleus rhomboidalis verwijst. In plaats van Myloplus wordt nog vaak het verouderde Myleus gebruikt.
De vis kan 25 cm lang worden. Mannetjes en wijfjes zijn goeddeels identiek hoewel de aarsvin wat verschilt. Het is een zoetwatervis die voorkomt ik grote delen van Zuid-Amerika. Hij wordt gerapporteerd in Ecuador, Peru, Colombia, Venezuela, Guyana, Suriname, Frans Guiana en Brazilië. Hij leeft vooral in de trager vloeiende delen van de rivieren met veel overhangende begroeiing. Hoewel het een piranha is, is deze vis een planteneter. De vis wordt wel in aquaria gehouden waar het gevoed moet worden met groentes zoals komkommer, erwten, bonen enz. Nakweek is niet bekend